# Tiếng Tráng
Tiếng Tráng (Chữ Tráng Chuẩn: Vahcuengh/Vaƅcueŋƅ; Chữ Nôm Tráng: 話僮; giản thể: 壮语; phồn thể: 壯語; bính âm: Zhuàngyǔ) là ngôn ngữ bản địa của người Tráng được nói chủ yếu tại tỉnh Quảng Tây và vùng giáp ranh với Quảng Tây thuộc tỉnh Vân Nam và Quảng Đông. Tiếng Tráng không phải là một ngôn ngữ thống nhất: các phương ngữ Tráng Bắc liên hệ gần gũi với tiếng Bố Y tại tỉnh Quý Châu, trong khi các phương ngữ Tráng Nam gần với tiếng Nùng, Tày và Cao Lan tại Việt Nam.
Theo Omniglot, tiếng Tráng có 16 phương ngữ chính. Từ điển Anh-Trung-Tráng liệt kê tổng cộng 12 phương ngữ tại Quảng Tây và Vân Nam. Một vài trong số các phương ngữ Tráng khác nhau nhiều đến mức người nói không thể thông hiểu lẫn nhau, do đó một số nhà ngôn ngữ học coi tiếng Tráng là một tập hợp các ngôn ngữ có quan hệ gần gũi với nhau chứ không phải là một ngôn ngữ thống nhất gồm nhiều phương ngữ..Tiếng Tráng có một dạng chuẩn hóa được gọi là Tráng Ung Bắc (邕北壮语) dựa trên phương ngữ Tráng Bắc tại huyện Vũ Minh (武鸣) tỉnh Quảng Tây.
Dân số người Tráng là 18 triệu người, chiếm gần 1/3 dân số toàn Quảng Tây, tuy nhiên số lượng người nói tiếng Tráng có thể thấp hơn nhiều con số này. Tại các vùng đô thị người Tráng bị Hán hóa mạnh mẽ, không còn nói và sử dụng tiếng trong mọi khía cạnh đời sống.
Trích dẫn bài báo của Phạm Hồng Quý (1989) nói rằng người Tráng và các dân tộc Thái có cùng một từ chỉ người Việt Nam (Kinh) là Keo (kɛɛuA1), Jerold A. Edmondson thuộc Đại Học Texas, Arlington cho rằng sự phân tách giữa các ngôn ngữ Tráng và các ngôn ngữ Tai tây nam diễn ra không sớm hơn sự thành lập của Giao Chỉ (Jiaozhi 交址) tại Việt Nam năm 112 TCN, nhưng không muộn hơn khoảng thời gian từ thế kỷ thứ V đến thế kỷ thứ VI SCN.

## Chữ Tráng Latinh hóa
Bảng chữ cái Tráng dạng chuẩn hóa bắt đầu được sử dụng vào năm 1955 gồm các ký tự Latinh, Kirin và IPA. Năm 1986, bảng chữ cái này được cải tiến, các ký tự Kirin và IPA được thay thế bằng một hoặc một tổ hợp các ký tự Latinh. Dạng chuẩn hóa này dựa trên phát âm của Tráng Ung Bắc được nói tại huyện Vũ Minh. Vì thuộc nhánh Tráng Bắc nên nó không phù hợp trong việc ghi chép các phương ngữ Tráng Nam do tồn tại các khác biệt về âm vị. Một ví dụ là trong dạng chuẩn hóa cũng như các phương ngữ Tráng Bắc không hề tồn tại các phụ âm bật hơi (/pʰ/, /tʰ/, kʰ/). Ngược lại, các phương ngữ Tráng Nam thường có cả các phụ âm bật hơi (/pʰ/, /tʰ/, kʰ/) lẫn không bật (/p/, /t/, /k/).
| Chữ      | b   | mb   | m    | f    | v    |      |      |
| Phiên Âm | /p/ | /ɓ/  | /m/  | /f/  | /v/  |      |      |
| Chữ      | d   | nd   | n    | s    | l    |      |      |
| Phiên Âm | /t/ | /ɗ/  | /n/  | /s/  | /l/  |      |      |
| Chữ      | g   | gv   | ng   | h    | r    |      |      |
| Phiên Âm | /k/ | /kv/ | /ŋ/  | /h/  | /ɣ/  |      |      |
| Chữ      | c   | y    | ny   | ngv  | by   | gy   | my   |
| Phiên Âm | /ɕ/ | /j/  | /nj/ | /ŋv/ | /pj/ | /kj/ | /mj/ |

| Chữ      | a     |      | e     | i     |      | o     |      | u     |      | w     |      |
| Phiên Âm | /a:/  |      | /e:/  | /i:/  |      | /o:/  |      | /u:/  |      | /ɯ:/  |      |
| Chữ      | ai    | ae   | ei    |       |      | oi    |      | ui    |      | wi    |      |
| Phiên Âm | /a:i/ | /ai/ | /ei/  |       |      | /o:i/ |      | /u:i/ |      | /ɯ:i/ |      |
| Chữ      | au    | aeu  | eu    | iu    |      | ou    |      | aw    |      |       |      |
| Phiên Âm | /a:u/ | /au/ | /e:u/ | /i:u/ |      | /o:u/ |      | /aɯ/  |      |       |      |
| Chữ      | am    | aem  | em    | iem   | im   | om    | oem  | uem   | um   |       |      |
| Phiên Âm | /a:m/ | /am/ | /e:m/ | /i:m/ | /im/ | /o:m/ | /om/ | /u:m/ | /um/ |       |      |
| Chữ      | an    | aen  | en    | ien   | in   | on    | oen  | uen   | un   | wen   | wn   |
| Phiên Âm | /a:n/ | /an/ | /e:n/ | /i:n/ | /in/ | /o:n/ | /on/ | /u:n/ | /un/ | /ɯ:n/ | /ɯn/ |
| Chữ      | ang   | aeng | eng   | ieng  | ing  | ong   | oeng | ueng  | ung  |       | wng  |
| Phiên Âm | /a:ŋ/ | /aŋ/ | /e:ŋ/ | /i:ŋ/ | /iŋ/ | /o:ŋ/ | /oŋ/ | /u:ŋ/ | /uŋ/ |       | /ɯŋ/ |
| Chữ      | ap    | aep  | ep    | iep   | ip   | op    | oep  | uep   | up   |       |      |
| Chữ      | ab    | aeb  | eb    | ieb   | ib   | ob    | oeb  | ueb   | ub   |       |      |
| Phiên Âm | /a:p/ | /ap/ | /e:p/ | /i:p/ | /ip/ | /o:p/ | /op/ | /u:p/ | /up/ |       |      |
| Chữ      | at    | aet  | et    | iet   | it   | ot    | oet  | uet   | ut   | wet   | wt   |
| Chữ      | ad    | aed  | ed    | ied   | id   | od    | oed  | ued   | ud   | wed   | wd   |
| Phiên Âm | /a:t/ | /at/ | /e:t/ | /i:t/ | /it/ | /o:t/ | /ot/ | /u:t/ | /ut/ | /ɯ:t/ | /ɯt/ |
| Chữ      | ak    | aek  | ek    | iek   | ik   | ok    | oek  | uek   | uk   |       | wk   |
| Chữ      | ag    | aeg  | eg    | ieg   | ig   | og    | oeg  | ueg   | ug   |       | wg   |
| Phiên Âm | /a:k/ | /ak/ | /e:k/ | /i:k/ | /ik/ | /o:k/ | /ok/ | /u:k/ | /uk/ |       | /ɯk/ |

| Số TT thanh | Chữ                                | Nét     | Ví Dụ         | Nghĩa  |
| ----------- | ---------------------------------- | ------- | ------------- | ------ |
| 1           |                                    | ˨˦ (24) | son           | dạy    |
| 2           | z                                  | ˧˩ (31) | mwngz (số ít) | mày    |
| 3           | j                                  | ˥ (55)  | hwnj          | trèo   |
| 4           | x                                  | ˦˨ (42) | max           | ngựa   |
| 5           | q                                  | ˧˥ (35) | gvaq          | qua    |
| 6           | h                                  | ˧ (33)  | dah           | sông   |
| 7           | p/t/k (đối với các nguyên âm dài)  | ˧˥ (35) | bak           | mồm    |
| 7           | p/t/k (đối với các nguyên âm ngắn) | ˥ (55)  | daep          | gan    |
| 8           | b/g/d                              | ˧ (33)  | bag daeb      | bổ xếp |

- Các Ký tự z, j, x, q và h được dùng để biểu diễn dấu. Chúng được viết ở cuối mỗi từ. Thanh 1 (24) không đánh dấu.

#### Ví Dụ
Các ví dụ sau thuộc các phương ngữ Tráng Bắc.
Gij raemx neix raemx haij, mbouj ndaej gw

Cái nước này nước biển, không được ăn
Baezgonq, miz goenglaux he ciengx song boux lwk...

Ngày trước, có một ông lão nuôi hai người con
Aeu fawz swix gaem gij fwed de

Lấy tay trái cầm cái cánh nó
Hawj gij lwed ndik roengz ndaw vanj bae

Cho cái máu chảy xuống vào bát đi